# Глава города Тюмени
Глава города Тюмени (с 2005 по 2018 — Глава города — Председатель Тюменской городской Думы) — является высшим должностным лицом городского округа город Тюмень. Неофициально именуется «мэром города».

## История
Должность Главы города появилась в уставе Тюмени, принятом 17 ноября 1995 года. Первым главой города стал Степан Михайлович Киричук.
16 марта 2005 года был принят новый устав города. Им введена двуглавая система управления городом: главой города стал председатель Тюменской городской Думы, а глава администрации превратился в сити-менеджера..
В 2018 году двуглавая система управления городом была отменена. 8 октября 2018 года депутатами городской думы, Главой города был избран Руслан Николаевич Кухарук.
С 1 июля 2024 года обязанности Главы города исполняет Максим Афанасьев.